# Exit (televisieserie)

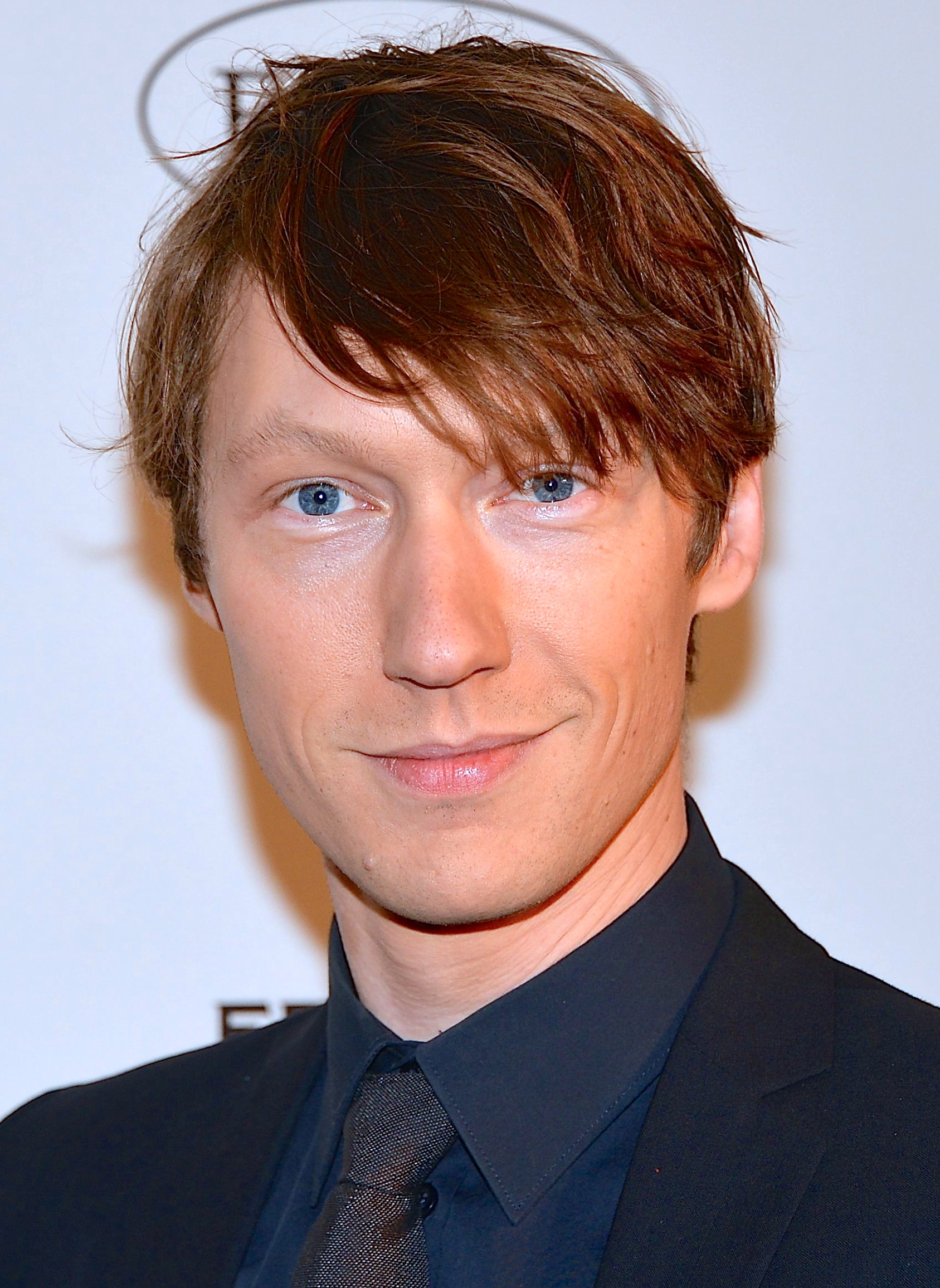
Simon J. Berger

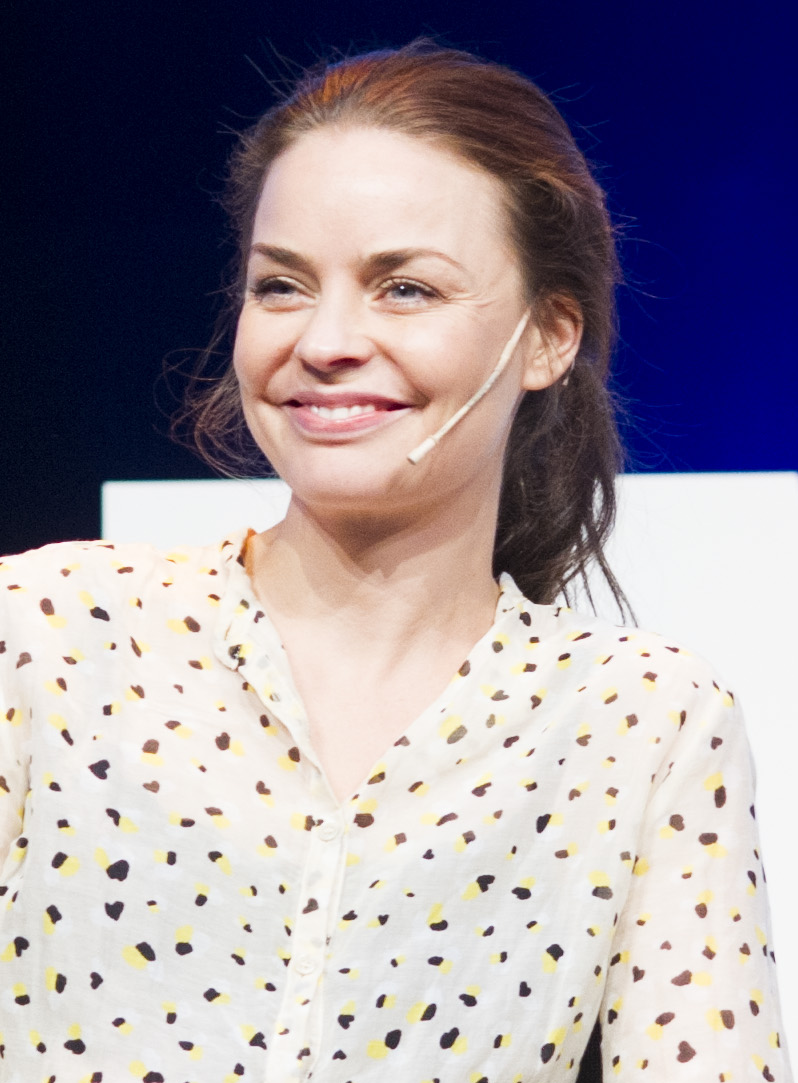
Agnes Kittelsen

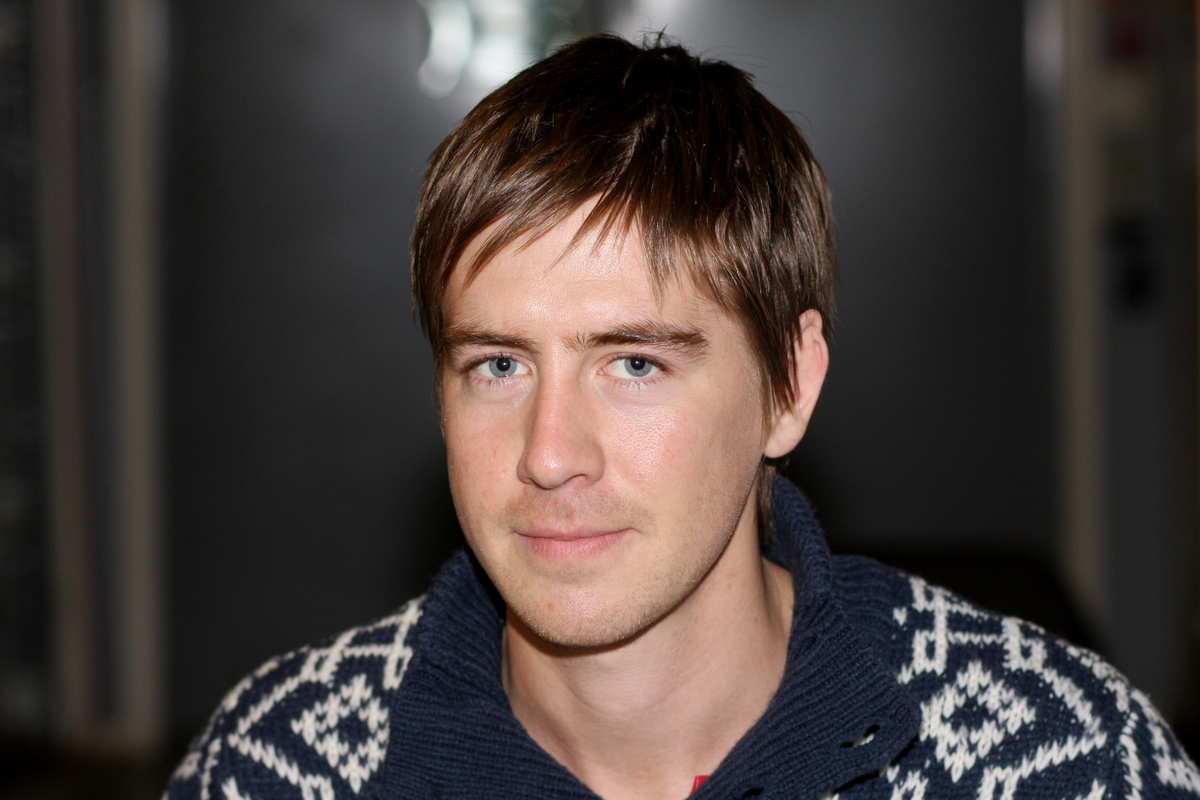
Pål Sverre Hagen

Exit is een Noorse dramaserie. De serie toont het leven van een groep mannen uit de Noorse financiële wereld en is volgens de makers deels gebaseerd op de realiteit. Het eerste seizoen ging in première in september 2019. Een tweede seizoen volgde in 2021. Een derde en laatste seizoen ging in première in maart 2023.
In Nederland werd de serie uitgezonden door BNNVARA, in Vlaanderen door de VRT.

## Verhaallijn
Adam, Jeppe, Henrik en William zijn allen multimiljonairs. Aan de buitenkant zien hun levens er perfect uit, maar succes heeft ook een keerzijde. De mannen ervaren het leven als extreem saai. Daarom besteden ze het grootste deel van hun vrije tijd aan feesten, drugs en prostituees. Ze stellen zichzelf en hun job boven alles en iedereen. Dat heeft grote weerslag op hun gezinslevens. Gelijktijdig moeten ze zich ook staande houden onder druk uit de zakenwereld.

## Rolverdeling
| Rol                  | Acteur                     |
| -------------------- | -------------------------- |
| Adam Veile           | Simon J. Berger            |
| Hermine Veile        | Agnes Kittelsen            |
| William Bergvik      | Pål Sverre Hagen           |
| Henrik Kranz         | Tobias Santelmann          |
| Jeppe Schøitt        | Jon Øigarden               |
| Celine Bergvik       | Ine Marie Wilmann          |
| Psycholoog           | Gjertrud Jynge             |
| Pim                  | Catharina Vu               |
| Tomine Kranz         | Sonja Wanda                |
| Mille Schøitt        | Kaja Vik                   |
| Pål Bugge Krøvel     | Anders Baasmo Christiansen |
| Jon Erik Hartmann    | Frank Kjosås               |
| Magdalena            | Ellen Hellinder            |
| Thomas Barre         | Eivind S. Nilsen           |
| Philip Wesel Wieland | Bjørn Skagestad            |
| Emil Bergvik         | Oliver Krantz-Mikaelsen    |
| Michael Beskow       | Rolf Lassgård              |
| Louise Meller-Sacht  | Sofia Helin                |
| Herman Schøitt       | Henning Jensen             |
| Max Bergvik          | William Øksnevad           |
| Torpedo              | Tim Scott McConnell        |

## Prijzen & nominaties
| Jaar | Prijs          | Categorie               | Persoon               | Resultaat   |
| ---- | -------------- | ----------------------- | --------------------- | ----------- |
| 2019 | Series Mania   | International Panorama  |                       | Gewonnen    |
| 2020 | Gullruten 2020 | Beste dramaserie        |                       | Genomineerd |
| 2020 | Gullruten 2020 | Beste acteur            | Simon J. Berger       | Genomineerd |
| 2020 | Gullruten 2020 | Innovatie van het jaar  |                       | Genomineerd |
| 2020 | Gullruten 2020 | Beste foto tv-drama     | Pål Bugge Haagenrud   | Gewonnen    |
| 2020 | Gullruten 2020 | Beste regie tv-drama    | Øystein Karlsen       | Genomineerd |
| 2020 | Gullruten 2020 | Beste montage tv-drama  | Simen Gengenbach      | Gewonnen    |
| 2020 | Gullruten 2020 | Beste scenario tv-drama | Øystein Karlsen       | Genomineerd |
| 2020 | Gullruten 2020 | Beste make-up           | Janne Røhmen          | Genomineerd |
| 2021 | Gullruten 2021 | Beste dramaserie        |                       | Genomineerd |
| 2021 | Gullruten 2021 | Beste acteur            | Agnes Kittelsen       | Genomineerd |
| 2021 | Gullruten 2021 | Publieksprijs           | Agnes Kittelsen       | Genomineerd |
| 2021 | Gullruten 2021 | Beste foto tv-drama     | Pål Bugge Haagenrud   | Genomineerd |
| 2021 | Gullruten 2021 | Beste regie tv-drama    | Øystein Karlsen       | Genomineerd |
| 2021 | Gullruten 2021 | Beste vormgeving        | Pål Pettersen Bergvik | Gewonnen    |
| 2021 | Gullruten 2021 | Beste make-up           | Janne Røhmen          | Genomineerd |